# گورستان قارقابازاری
گورستان قارقابازاری مربوط به دوره اشکانیان و دوره هخامنشی است و در شهرستان مشگین‌شهر، بخش ارشق، دهستان ارشق شمالی، روستای قانلی بولاغ واقع شده و این اثر در تاریخ ۱۲ دی ۱۳۸۶ با شمارهٔ ثبت ۲۰۳۱۸ به‌عنوان یکی از آثار ملی ایران به ثبت رسیده است.